# Stueningia
Stueningia là một chi bướm đêm thuộc họ Geometridae.